# Estación de Enguídanos
Enguídanos es una antigua estación ferroviaria situado en el municipio español de Enguídanos, en la provincia de Cuenca, comunidad autónoma de Castilla-La Mancha. En la actualidad las instalaciones se encuentran clausuradas y no ofrecen servicios ferroviarios.

## Situación ferroviaria
Las instalaciones se encontraban en el punto kilométrico 229,09 de la línea férrea que une Aranjuez con Valencia, entre las estaciones de Villora y Mira (abandonada). Se encuentra a 795,22 metros de altitud. El tramo es de vía única y está sin electrificar.

## Historia
La estación fue construida durante la Segunda República, siendo puesta en servicio el 1 de noviembre de 1941 y terminal de la línea durante seis años hasta Valencia, ya que esta fecha aún faltaba por abrir al tráfico ferroviario el tramo entre las estaciones de Arguisuelas y Enguídanos, de 32,539 km. No se inauguró oficialmente hasta el 25 de noviembre de 1947 una vez que se completó toda la línea entre Cuenca y Utiel bajo el mando de RENFE.
La infraestructura se enmarcó dentro de la línea Cuenca-Utiel que buscaba unir el trazado Madrid-Aranjuez-Cuenca con el Utiel-Valencia para crear lo que su época se conoció como el ferrocarril directo de Madrid a Valencia. Inicialmente adjudicada a la Constructora Bernal, las obras fueron finalmente iniciadas en 1926 por la empresa Cesaraugusta S.A. quien compró los derechos a la anterior. La Guerra Civil marcó la rescisión del contrato en 1936 y la apertura parcial de algunos tramos más con fines militares que civiles. Concluido el conflicto una nueva constructora llamada ABC remataría la obra incluyendo algunos viaductos especialmente complejos hasta la inauguración total por parte del general Franco en 1947.
La estación se halla dada de baja como dependencia de la línea.

## La estación

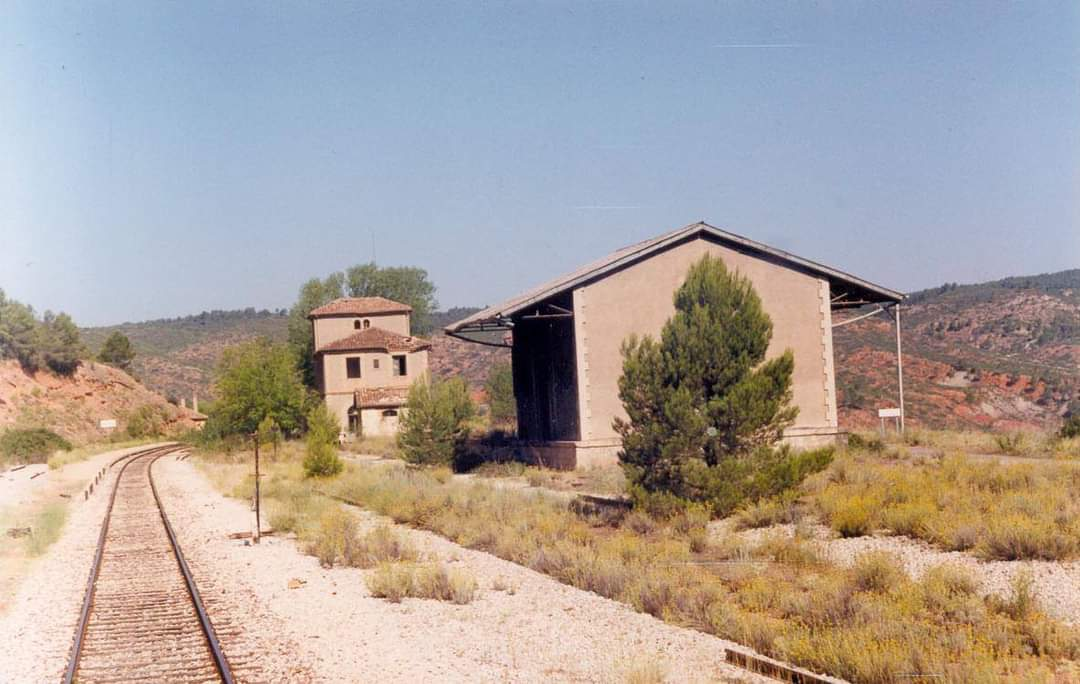
Estación de Enguídanos en agosto de 1993. Foto: Juan Antonio Méndez Marcos.

La estación se halla en la Serranía Baja de Cuenca. Se encuentra a 9 km de Narboneta por un desvío señalizado de la carretera  CM-2109  y a 9 km en línea recta de Enguídanos, aunque a 35 km por carretera y caminos. Disponía también de viviendas para personal de la estación, caseta de WC y de un almacén. Antes de su abandono, era una estación con estructura de vías, pero al retirar todas, salvo la principal, ha quedado como simple apeadero. A 500 metros de la estación, en sentido Cuenca, se halla el mayor viaducto de toda la línea, el de Torres-Quevedo, de 680 metros de longitud y 23 arcos, salvando el río Narboneta.
El viaducto sobre el río Narboneta es la obra más monumental de todo el trayecto de la línea ferroviaria Madrid-Cuenca-Valencia, constituyendo la más larga estructura de su clase para un ferrocarril en España hasta que en 1975 se terminó el viaducto de los Boliches en la línea de Málaga-Fuengirola. El proyecto es original de 1935 y es obra de Gonzalo Torres-Quevedo. Durante la Guerra Civil se hicieron los terraplenes de acceso, las cimentaciones, y parte de las pilas. En 1943 llegó el proyecto definitivo que constaba de 10 arcos de 12m, 3 de 30, 3 de 56, 5 de 30 y 2 de 12 contando siempre desde Cuenca a Utiel.
El viaducto quedó acabado a finales de 1946 y solo quedaba tender la vía sobre él. Se inauguró la línea con continuidad en noviembre de 1947.
El edificio fue cedido en 2018 a la Diputación de Cuenca para su rehabilitación y puesta en valor dentro del programa promovido por la Diputación de Cuenca y el Colegio Oficial de Arquitectos de Castilla-La Mancha, con el fin de adaptarla como uso turístico. No obstante, el proyecto ha sido prácticamente descartado.